# Michael Spencer (homme d'affaires)
Michael Alan Spencer, baron Spencer d'Alresford (né le 30 mai 1955), parfois connu sous le nom de "Spens", est un homme d'affaires et philanthrope britannique. Il est le fondateur de NEX Group, une entreprise basée au Royaume-Uni axée sur les marchés électroniques et les activités post-marché qui a été acquise par CME Group en novembre 2018. Selon la Sunday Times Rich List en 2021, il pèse environ 1,2 milliard de livres sterling. Il est fait pair à vie en août 2020 dans la liste d'honneurs politiques.

## Éducation
Spencer est né en Malaisie britannique. Son père est un économiste et fonctionnaire international, sa mère une linguiste. Pendant la petite enfance de Spencer, sa famille déménage de son pays de naissance au Soudan, puis en Éthiopie. Âgé de huit ans, il est envoyé en Angleterre en pension, à la Worth Abbey Benedictine (OSB) School, dans le Sussex. Il a étudié la physique au Corpus Christi College d'Oxford, après quoi il a envisagé de devenir astrophysicien.
Spencer est fellow honoraire du Corpus Christi College d'Oxford et docteur honoris causa de l'Université de Loughborough,.

## Début de carrière
En 1976, il rejoint le courtier municipal Simon and Coates. En 1981, il rejoint Drexel Burnham, devenant vice-président avant d'être renvoyé pour des erreurs commerciales. De 1983 à 1986, il est directeur de la société à terme Charles Fulton ; lorsque cette entreprise est lancée, Spencer utilise 50 000 £ de ses recettes pour cofonder sa première entreprise, avec trois collègues.

## ICAP
Spencer cofonde Intercapital Brokers en 1986. Au cours de ses 20 années en tant que société cotée, son rendement total pour les actionnaires est de près de 6 000 pour cent.
Intercapital est le premier à lancer un écran en temps réel affichant les prix en direct. En 1998, elle est acquise par Exco dans le cadre d'une prise de contrôle inversée et l'entreprise élargie est renommée Intercapital. En 1999, la société fusionne avec Garban pour créer Garban-Intercapital, le plus grand courtier interprofessionnel au monde, avec plus de 5 000 employés répartis dans 63 bureaux. Garban est rebaptisé ICAP en 2001 (son nom complet ne tenait pas sur les écrans de trading, d'où l'abréviation d'ICAP),.
À la suite de la vente de son activité de courtage vocal à la banque Tullett Prebon en décembre 2016, ICAP est rebaptisé NEX Group, tandis que Tullett Prebon devient TP ICAP. Spencer vend la majorité de sa participation dans TP ICAP en janvier 2017. Il reste PDG et principal actionnaire de Nex Group, en février 2017.
En septembre 2013, ICAP est impliqué dans le scandale mondial des taux d'intérêt Libor et condamné à une amende de 87 millions de dollars (54 millions de livres sterling) par la Commodity Futures Trading Commission des États-Unis et la Financial Conduct Authority britannique,. En mars 2014, les procureurs britanniques portent plainte contre trois anciens employés de l'ICAP pour leur rôle dans l'affaire. Ils faisaient partie d'un groupe mondial de professionnels de la finance faisant l'objet d'une enquête, notamment du personnel de Barclays, UBS, Citigroup et RP Martin. En janvier 2016, les trois employés d'ICAP sont acquittés à l'unanimité au Royaume-Uni ; le département américain de la Justice abandonne les charges contre le trio en juillet 2016,. Spencer n'a pas été impliqué mais a présenté des excuses publiques au nom de l'ICAP.
En mars 2018, NEX annonce une approche par CME Group à la suite d'un projet d'acquisition. CME Group propose 3,8 milliards de livres sterling dans le cadre d'un accord en espèces et en actions, valorisant la participation de Spencer à environ 668 millions de livres sterling. Au moment où l'accord est conclu en novembre 2018, la participation de Spencer est passée à plus de 700 millions de livres sterling, dont la moitié en espèces, portant sa valeur nette à plus d'un milliard de livres sterling.

## Investissements financiers
En 1997, Spencer achète une participation majoritaire dans la société de paris sur les spreads City Index Group, en acquérant sa participation auprès des fondateurs de la société. City Index est ensuite vendu pour 118 millions de dollars à la société de services financiers GAIN Capital, rapportant à Spencer plus de 80 millions de dollars.
Il est président du conseil, administrateur et actionnaire majoritaire d'IPGL, une société de portefeuille privée effectuant des investissements pour le compte de Spencer et d'autres fiducies familiales. Il est un investisseur en démarrage dans Temple Grange Partners, un cabinet de conseil qui recherche des spécialistes de la conformité pour les marchés financiers. Il dirige des rondes d'investissement dans diverses sociétés de Biométrie comme Veridium, la société de technologie de régénération de fichiers Glasswall Solutions et la société d'analyse de données FX Tradefeedr.
En 2018, il devient Président et actionnaire majoritaire de la société d'investissement FCFM. Il investit dans Viewforth Investment Partners, un fonds spéculatif basé à Londres qui se concentre sur les valeurs moyennes européennes. En décembre 2018, le Financial Times rapporte que Spencer envisage de prendre une participation majoritaire de 50 millions de dollars dans la start-up d'assurance Singapore Life.
En 2021, Spencer devient l'investisseur principal dans un fonds de capital-risque de 130 millions de dollars chez Element Ventures, axé sur la technologie des entreprises financières b2b. Spencer est le plus grand investisseur extérieur de Netwealth, une entreprise de gestion de fortune basée au Royaume-Uni. Il détient également des participations dans la plateforme de paiement Klarna, le gestionnaire de fortune AJ Bell et le conseiller en investissement en ligne Nutmeg.
Spencer est un ancien président de la société de bourse Numis Securities. En 2019, il détient une participation de 6% dans la société.
En 2017, Spencer investit 54 millions de livres sterling dans Singapore Life, une plateforme d'épargne en ligne pour les marchés singapouriens et asiatiques. En 2020, son investissement aurait doublé de valeur, lors de la vente de la participation majoritaire d'Aviva dans la plateforme.
En 2011, Spencer est nommé Président de Bordeaux Index, la bourse de négoce de vins en ligne dans laquelle il est investisseur. Il détient également une participation dans le vinificateur anglais Chapel Down.

## Politique
Spencer est trésorier du Parti conservateur de 2006 à 2010, période au cours de laquelle les finances du parti passent d'un déficit de 8 millions de livres sterling à un excédent de 75 millions de livres sterling,. En 2020, il devient président du Centre for Policy Studies, le groupe de réflexion et de pression fondé par Margaret Thatcher. Il est également président de la Fondation du Parti conservateur, une entreprise créée pour renforcer l'avenir financier du Parti conservateur.
Spencer est un donateur réputé du Parti conservateur. Il entretient des contacts personnels avec des membres de haut rang du parti, dont l'ancien Premier ministre David Cameron. ICAP et Spencer font des dons de 4,6 millions de livres sterling au parti bien que Spencer ait critiqué les politiques commerciales du gouvernement May il n'a pas fait de don au parti depuis les élections générales britanniques de 2017. Spencer est inscrit une pairie sur la liste d'honneur de la démission de Cameron pour la collecte de fonds caritative et le service au Parti conservateur en tant que trésorier, mais sa nomination aurait été bloquée par le Cabinet Office.
Spencer serait favorable à des politiques d'emploi discriminatoires pour les femmes, mais il est contre les quotas d'emploi fondés sur le sexe, car il pense qu'ils présupposent à tort des préjugés de la part de tous les employeurs masculins. Il critique l'examen de l'écart salarial du gouvernement britannique comme une distraction du Brexit.
Il vote pour que le Royaume-Uni reste dans l'UE. Il déclare plus tard qu'il a longtemps été indécis sur la question et que son vote pour rester est sans "un grand zèle angélique".
Il reçoit une pairie à vie dans les honneurs politiques 2020 et est créé baron Spencer d'Alresford, d'Alresford dans le comté de Hampshire le 17 septembre.

## Philanthropie
En 1993, Spencer fonde l'ICAP Charity Day, un événement annuel au cours duquel des membres de la royauté et des célébrités occupent les bureaux de négociation d'ICAP et la société de courtage fait don des revenus de la journée à des œuvres caritatives. En février 2017, l'événement permet de récolter plus de 140 £ millions et soutient 2 200 projets caritatifs. Il déclare que le Charity Day est sa plus grande fierté dans le monde des affaires, en plus de son entrée dans le FTSE100 avec ICAP,,.
Spencer est l'un des fondateurs et administrateur du Borana Conservation Trust, un organisme de bienfaisance qui soutient les espèces en danger critique d'extinction dans les régions de Borana et de Laikipia au Kenya.
La Spencer Family Foundation soutient un certain nombre d'initiatives philanthropiques, dont un don d'un million de livres sterling au Mémorial britannique de Normandie, dédié aux soldats morts sous commandement britannique lors du débarquement de Normandie. La Fondation fait également un don de 100 000 £ au mémorial Remember Me Covid à St Paul's et une somme à six chiffres à la campagne Mail Force pour les EPI pour les hôpitaux, les maisons de soins et les associations caritatives,.

## Vie privée
En 2008, Spencer divorce de sa première femme Lorraine. Ils ont deux fils et une fille, et des maisons à Notting Hill, Suffolk et Manhattan.
En juin 2016, Spencer épouse Sarah, marquise de Milford Haven à Londres, la fille de George Alfred Walker et Jean Maureen Hatton, et ancienne épouse de George Mountbatten, 4e marquis de Milford Haven - un cousin germain de Charles, prince de Galles.
Spencer a des maisons à Chelsea, à Londres et au Kenya. Spencer dirige un programme d'élevage de chevaux et envisage de construire une écurie à Laikipia. Son cheval Freewheeler, un poulain élevé en Afrique du Sud, remporte le Kenya Derby 2018 à Ngong.
Il collectionne l'art du XXe siècle et contemporain, notamment les œuvres de Pablo Picasso, Lucian Freud et Jack Vettriano. Spencer est un ancien actionnaire et directeur associé du club de football d'Ipswich Town. Il est chrétien et pratiquant .
Spencer est membre de plusieurs clubs londoniens, dont White's, Beefsteak Club, 5 Hertford Street et 67 Pall Mall, ainsi que Muthaiga Country Club au Kenya,.